# Ligue 1 2007-08

## Màxims golejadors
| Jugador            | Gols | Equip                  |
| ------------------ | ---- | ---------------------- |
| Karim Benzema      | 20   | Olympique de Lió       |
| Mamadou Niang      | 18   | Olympique de Marseille |
| Befetimbi Gomis    | 16   | AS Saint-Etienne       |
| Djibril Cissé      | 16   | Olympique de Marseille |
| Fernando Cavenaghi | 15   | Girondins de Bordeaux  |